# 阿斯托·恩里克斯
阿斯托·恩里克斯（西班牙語：Astor Henríquez，1983年2月26日—），是一名洪都拉斯职业足球运动员，现效力于中国足球甲级联赛球会湖南湘涛队，他也是洪都拉斯国家队的成员。
2011年12月，恩里克斯加盟中国足球甲级联赛球会湖南湘涛。